# Sărățeni (Mureș)
Sărățeni [sərəˈtzenʲ] (veraltet Șovarad, Sărata oder Oradia Sărata; ungarisch Sóvárad) ist eine Gemeinde im Kreis Mureș, in der Region Siebenbürgen in Rumänien.

## Geographische Lage

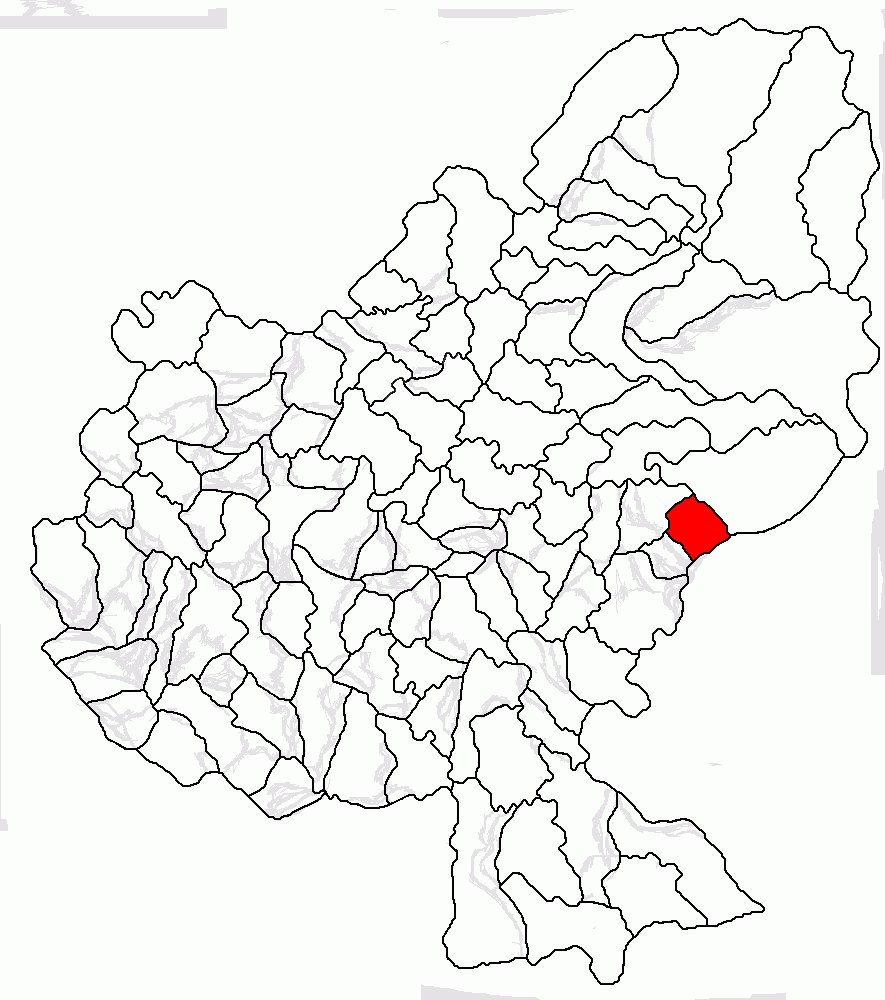
Lage der Gemeinde Sărățeni im Kreis Mureș

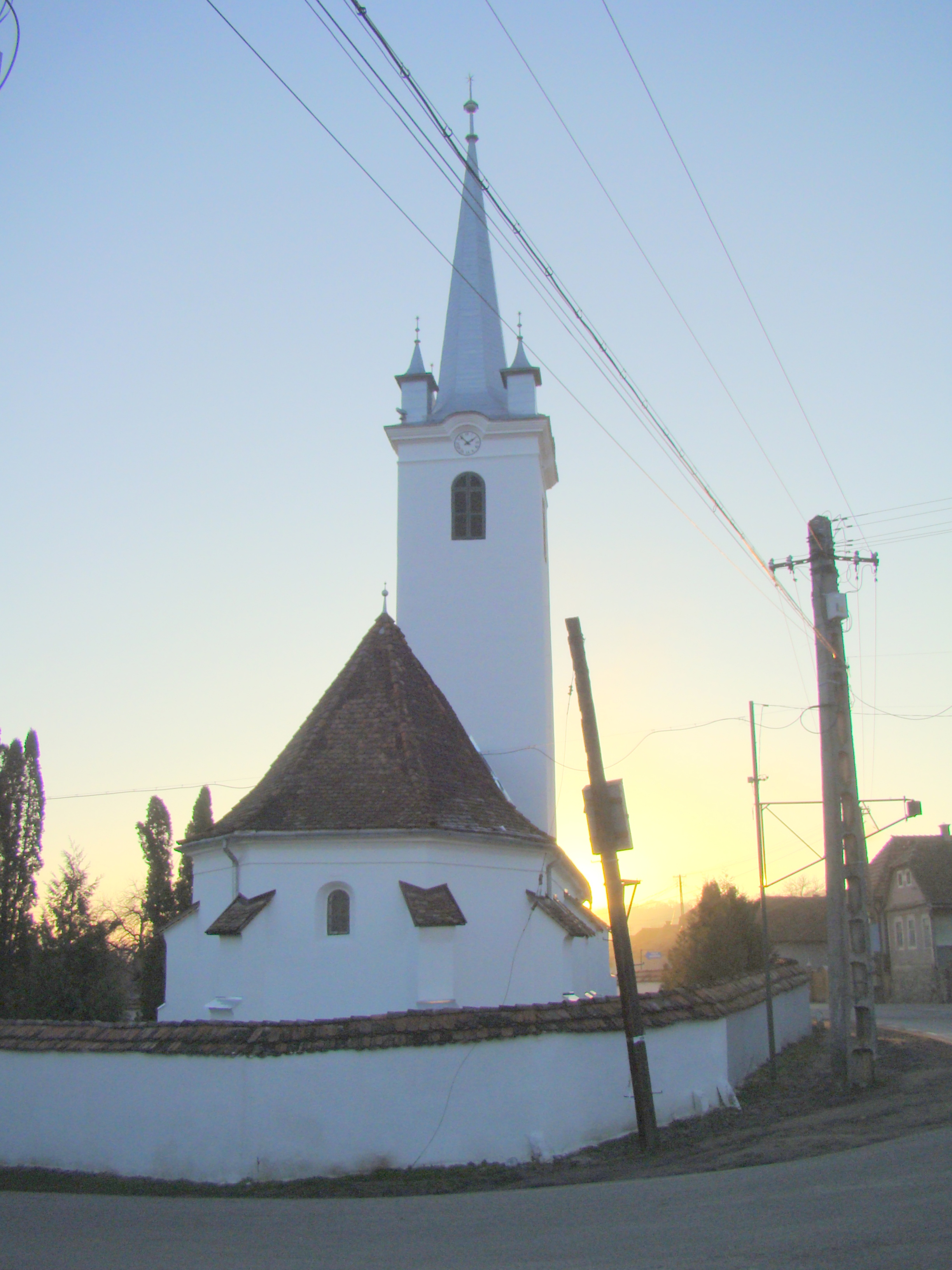
Reformierte Kirche

Sărățeni liegt im Siebenbürgischen Becken nördlich des Kokel-Hochlands (Podișul Târnavelor) im Osten des Kreises Mureș. Am Oberlauf der Târnava Mică (Kleine Kokel), und der Nationalstraße Drum național 13A befindet sich der Ort Sărățeni zwischen den Hügeln Bekecs (1079 m) im Norden und dem Siklod (1025 m) im Süden, sechs Kilometer von der Kleinstadt Sovata und etwa 55 Kilometer (35 km Luftlinie) östlich von der Kreishauptstadt Târgu Mureș (Neumarkt am Mieresch) entfernt.

## Geschichte
Der Ort Sărățeni, ein Szeklerdorf, wurde 1332 erstmals urkundlich erwähnt.
Eine Besiedlung des Ortes wird nach archäologischem Fund eines römischen Kastells in die Römerzeit datiert. Zahlreiche archäologische Funde von Sărățeni sind in mehreren Museen Rumäniens zu sehen.
Im Verzeichnis historischer Denkmäler des Ministeriums für Kultur und nationales Erbe (Ministerul Culturii și Patrimoniului Național) werden westlich von Sărățeni, bei den Einheimischen Cetatea lui Csombod genannt, Reste einer Burg aus der Bronzezeit vermerkt.
Zur Zeit des Königreichs Ungarn gehörte die heutige Gemeinde zum Teil dem Stuhlbezirk Régen alsó („Unter-Regen“) und zum Teil dem Stuhlbezirk Nyáradszereda in der Gespanschaft Maros-Torda anschließend dem historischen Kreis Mureș und ab 1950 dem heutigen Kreis Mureș an.
Der Ort Sărățeni war bis 2004 Teil der nahegelegenen Kleinstadt Sovata und ist seither eine eigenständige Gemeinde.

## Bevölkerung
Die Bevölkerung in Sărățeni entwickelte sich wie folgt:
| 1850 | 1.390 | 106 | 1.267 | - | 17            |
| 1930 | 1.760 | 32  | 1.552 | 2 | 175           |
| 2002 | 1.627 | 16  | 1.534 | 2 | 75            |
| 2011 | 1.608 | 24  | 1.326 | - | 258           |
| 2021 | 1.625 | 21  | 1.447 | 2 | 155 (98 Roma) |

Seit 1850 wurde auf dem Gebiet des Ortes Sărățeni die höchste Einwohnerzahl und die der Magyaren (1.946) 1910 ermittelt. Die höchste Anzahl der Roma (237) wurde 2011, die der Rumänen 1850 und die der Rumäniendeutschen 1930 und 2002 registriert.

## Sehenswürdigkeiten
- Die reformierte Kirche und deren Glockenturm im 15. Jahrhundert errichtet und 1766 erneuert,[9] stehen unter Denkmalschutz.[6]

## Persönlichkeiten
- László Király (* 1943), Dichter und Schriftsteller[10]